# Jürgen Ebertowski
Jürgen Ebertowski (* 30. Juli 1949 in Berlin) ist ein Deutscher Autor, Sprach- und Aikidolehrer.

## Leben
Ebertowski besuchte in Berlin-Wedding Grund- und Gymnasialschulen, bevor er eine Zeit lang in England lebte. Nach dieser Zeit studierte er Japanologie und Sinologie an der FU-Berlin. Er lebte sechs Jahre in Tokio und Kamakura in Japan, wo er Sprachlehrer am Goethe-Institut war. In Tokio erhielt er auch seine Aikidolehrerausbildung. Danach wurde er Dozent für Aikido an der Hochschule der Künste in Berlin. 1986 gründete er das Aikidozentrum AIKIKAN in Kreuzberg. 1993 wurde er zum freien Schriftsteller. Ebertowski bereiste den Aussagen seiner Webseite zufolge öfters die Länder Japan, die Türkei und Malta.

## Stipendien
- 1994 Stipendiat der Arno Schmidt Stiftung[1]
- 1996 Stipendiat der Stiftung Preußische Seehandlung[1]

## Werke (Auswahl)
Eugen Meunier Zyklus
- Die Erben des Dionysos. Eugen Meuniers erster Fall. Rotbuch-Verlag, Berlin 2004, ISBN 3-434-54038-5.
- Bosporusgold. Eugen Meuniers zweiter Fall. Rotbuch-Verlag, Hamburg 2005, ISBN 3-434-53136-X.
- Agentur Istanbul. Eugen Meuniers dritter Fall. Rotbuch-Verlag, Berlin 2007, ISBN 978-3-86789-002-1.
- Blutwäsche. Eugen Meuniers vierter Fall. Rotbuch-Verlag, Berlin 2009, ISBN 978-3-86789-081-6.

historische Romane
- Hanse und Halbmond. Verlag „Die Hanse“, Hamburg 2005, ISBN 3-434-52807-5.
- Knabenlese. Historischer Roman. Ullstein, Berlin 2005, ISBN 3-550-08383-1.
- Das Kreuz des Samurai. Historischer Roman. Ullstein, München 2000, ISBN 3-550-08320-3.
- Das Vermächtnis des Braumeisters. 2. Aufl. Verlag „Die Hanse“, Hamburg, 2003, ISBN 3-434-52804-0.

Kriminalromane
- Aikido Speed. Ullstein, München 2001, ISBN 3-548-25057-2.
- Esbeck und Mondrian. édition trèves, Trier 2001, ISBN 3-88081-216-0.
- Berlin Oranienplatz Ullstein, Berlin 1997, ISBN 3-548-24260-X.
- Esbeck und Mondrian. Ullstein, Berlin 1997, ISBN 3-548-24104-2.
- Kelim-Connection. Ullstein, Berlin 1998, ISBN 3-548-24374-6.
- Maltagold. Haffmans, Zürich 1994, ISBN 3-251-30041-5.

Sonstige Romane
- Die Akte Einbeck. KBV, Hillesheim 2005, ISBN 3-937001-65-4.
- Hungerkralle. Roman. Rotbuch-Verlag, Berlin 2008, ISBN 978-3-86789-027-4.
- Der Schatten der Geisha. KBV, Hillesheim 2007, ISBN 978-3-940077-18-9.
- Unter den Linden Nummer Eins. Der Roman des Hotel Adlon. Berliner Taschenbuchverlag, Berlin 2007, ISBN 978-3-8333-0469-9.
- Die Stadt am Meer. Schardt Verlag, Oldenburg 2012, ISBN 978-3-89841-653-5.
- Kamakura-Kleinsassen. Turmhut Verlag, Stockheim 2014, ISBN 978-3-93608-471-9.